# Нова Гориця (община)
Община Нова Гориця (словен. Mestna občina Nova Gorica) — одна з общин в західній  Словенії на кордоні з Італією. Погоджувальним центром є місто Нова Гориця.

## Характеристика
Одна частина общини Мірен-Костанєвіца знаходиться в долині річки Віпава і характеризується орними землями та садами, відомим як «Сад Горіція», друга частина сходить в область карстових відкладень.

## Населення
У 2009 році в общині проживало 32039 осіб, 15850 чоловіків і 16189 жінок. Чисельність економічно активного населення (за місцем проживання), 13750 осіб. Середня щомісячна чиста заробітна плата одного працівника (EUR), 994,66 (в середньому по Словенії 930). Приблизно кожен другий житель у громаді має автомобіль (64 автомобіля на 100 жителів). Середній вік жителів склав 43,1 років (в середньому по Словенії 41.4).